# 岐波駅
岐波駅（きわえき）は、山口県宇部市大字東岐波字高橋にある、西日本旅客鉄道（JR西日本）宇部線の駅。

## 歴史
- 1924年（大正13年）8月17日：宇部鉄道の本阿知須駅（現・阿知須駅） - 床波駅間延伸により開業。
- 1943年（昭和18年）5月1日：宇部鉄道国有化[2][3]。国有鉄道宇部東線の駅となる[3]。
- 1948年（昭和23年）2月1日：宇部東線が宇部線に改称され、当駅もその所属となる[3]。駅員無配置駅となる[4]。
- 1983年（昭和58年）3月8日：荷物扱い廃止[5]。この年、駅舎改築[1]。
- 1987年（昭和62年）4月1日：国鉄分割民営化により西日本旅客鉄道が継承[2][3]。
- 2020年（令和2年）：駅舎の改築が行われる[6]。

## 駅構造
島式ホーム1面2線を有し、交換設備を備えた地上駅。前後の分岐は片開きであるが、場内・出発信号機は一方向のみの対応のため、一線スルーではない。なお2021年3月のダイヤ改正より当駅で交換する定期列車は設定されていない。
無人駅で、駅舎内に自動券売機が設置されている。駅舎は上り線西側の新山口寄りにあり、ホームへは構内踏切で連絡している。宇部線で唯一構内踏切が現存する駅である。2020年に駅舎の改築が行われており、駅舎の旅客スペースの壁が撤去され、骨組みと屋根のみになっている。

### のりば
| ホーム | 路線    | 方向 | 行先               |
| ------ | ------- | ---- | ------------------ |
| 駅舎側 | ■宇部線 | 上り | 新山口方面         |
| 反対側 | ■宇部線 | 下り | 宇部新川・居能方面 |

※案内上ののりば番号は設定されていない。

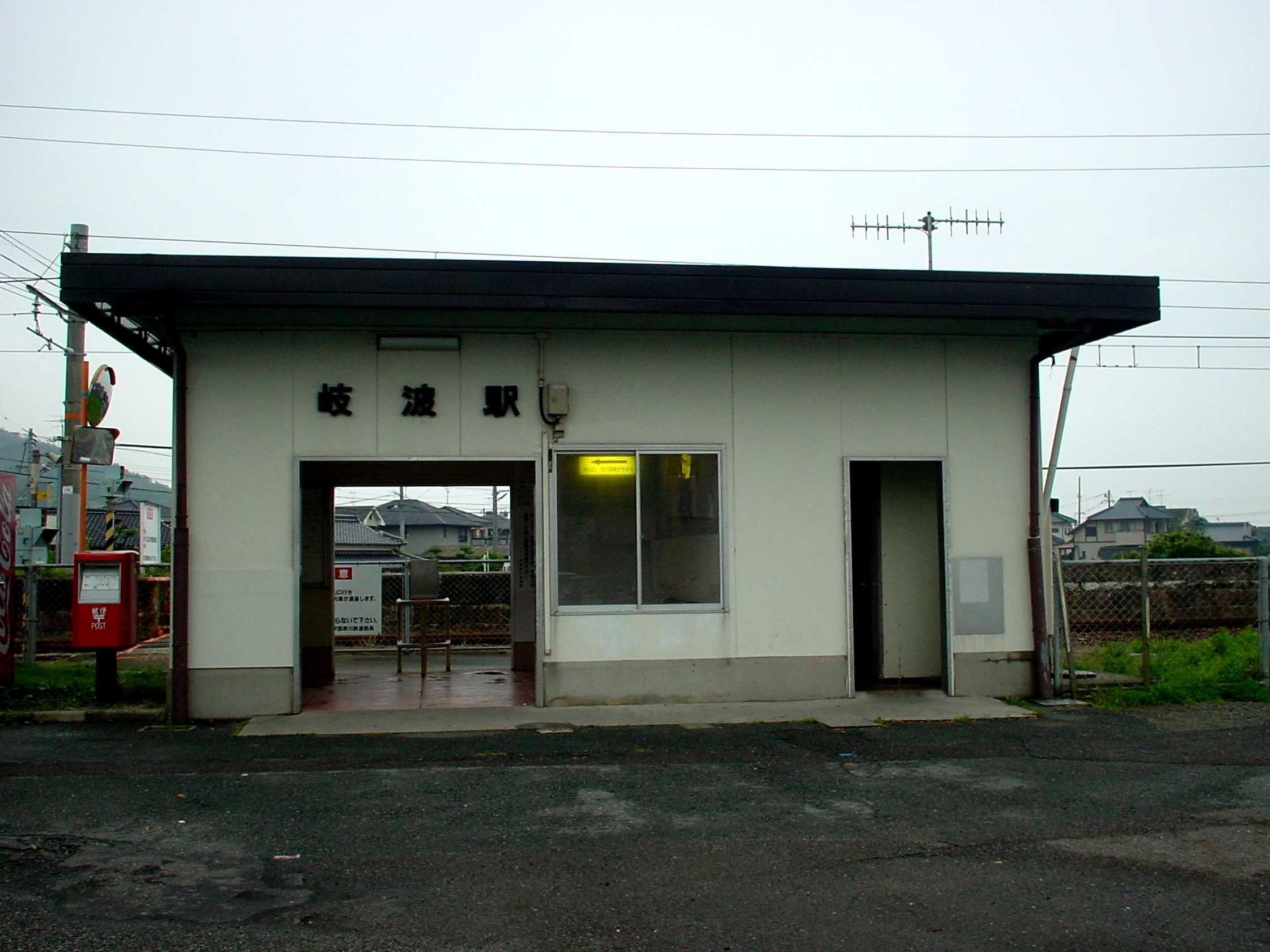
改築前の駅舎（2006年9月）
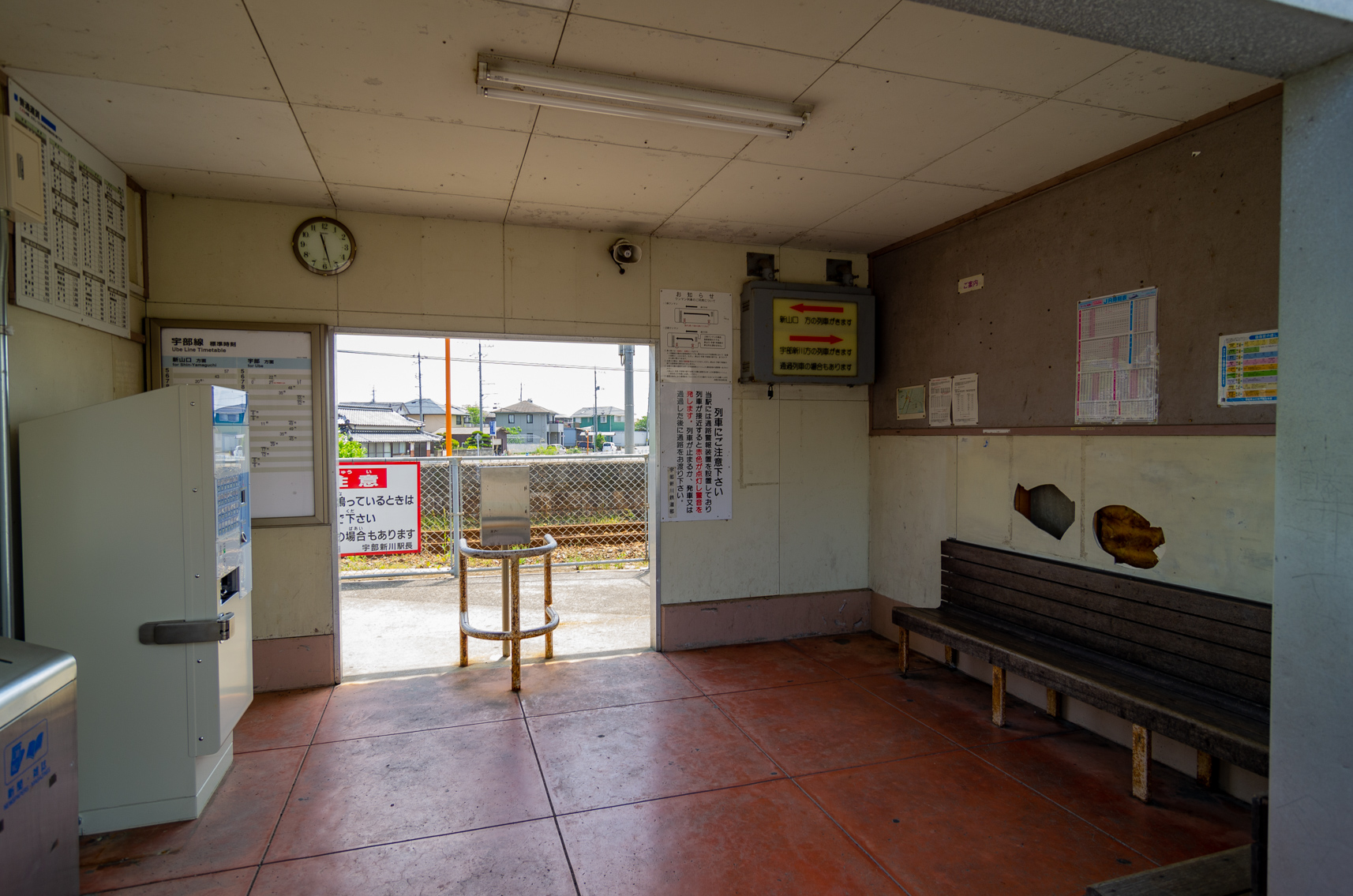
改築前の駅舎内（2012年5月）
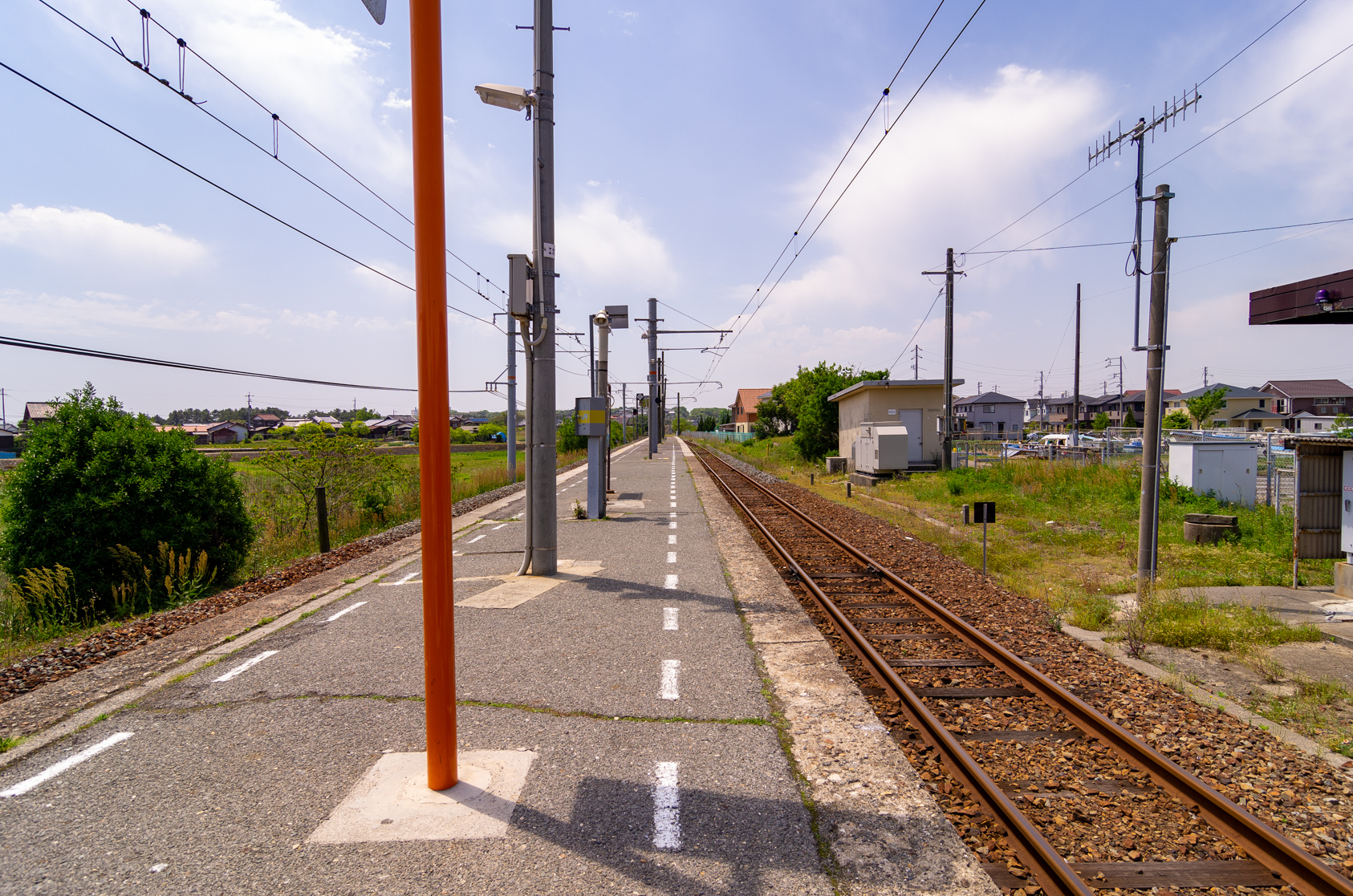
ホーム（2012年5月）

## 利用状況
1日の平均乗車人員は以下の通りである。
| 乗車人員推移 | 乗車人員推移     |
| 年度         | 1日平均 乗車人員 |
| ------------ | ---------------- |
| 1999         | 271              |
| 2000         | 257              |
| 2001         | 227              |
| 2002         | 201              |
| 2003         | 198              |
| 2004         | 185              |
| 2005         | 174              |
| 2006         | 165              |
| 2007         | 172              |
| 2008         | 173              |
| 2009         | 153              |
| 2010         | 171              |
| 2011         | 182              |
| 2012         | 210              |
| 2013         | 209              |
| 2014         | 204              |
| 2015         | 198              |
| 2016         | 208              |
| 2017         | 213              |
| 2018         | 205              |
| 2019         | 209              |
| 2020         | 184              |
| 2021         | 160              |
| 2022         | 165              |

## 駅周辺
- ハイパーモールメルクス宇部
  - 場外馬券売場BAOO宇部
    - 競輪場外車券売場サテライト宇部（BAOO宇部内）
- キワ・ラ・ビーチ（岐波海水浴場）
- 東岐波郵便局

## 隣の駅
西日本旅客鉄道（JR西日本）
■宇部線
阿知須駅 - 岐波駅 - 丸尾駅